# Пергачово
Пергачово — деревня в Алёховщинском сельском поселении Лодейнопольского района Ленинградской области.

## История
В конце XIX — начале XX века деревня административно относилась к Красноборской волости 2-го стана 2-го земского участка Тихвинского уезда Новгородской губернии.

ПЕРГАЧЕВО — деревня Мартыновского сельского общества, число дворов — 26, число домов — 26, число жителей: 50 м. п., 57 ж. п.; 

Занятие жителей — земледелие. Хлебозапасный магазин, мелочная лавка, смежна с погостом Хмелезерским. (1910 год)

С 1917 по 1918 год деревня входила в состав Красноборской волости Тихвинского уезда Новгородской губернии.
С 1918 года в составе Череповецкой губернии.
С августа 1927 года в составе Хмелезерского сельсовета Оятского района. В 1927 году население деревни составляло 110 человек.
Согласно карте Ленинградской области Северо-западного аэрогеодезического треста ГГУ издания 1932 года деревня насчитывала 8 крестьянских дворов.
По данным 1933 года деревня Пергачево входила в состав Хмелезерского сельсовета Оятского района.

Деревня Пергачово на карте РККА 1940 года

Согласно карте РККА 1940 года деревня называлась Пергачево.
С 1955 года в составе Лодейнопольского района.
В 1958 году население деревни составляло 41 человек.
По данным 1973 и 1990 годов деревня Пергачево также входила в состав Хмелезерского сельсовета.
В 1997 году в деревне Пергачево Тервенической волости проживали 8 человек, в 2002 году — 9 человек (все русские).
В 2007 году в деревне Пергачово Алёховщинского СП проживали 7 человек, в 2010 году — 6, в 2014 году — также 6 человек.

## География
Деревня расположена в юго-восточной части района на автодороге 41К-019 (Явшиницы — Хмелезеро).
Расстояние до административного центра поселения — 39 км.
К юго-востоку от деревни находится Гладкое болото.

## Демография
| 1910 | 1927 | 1958 | 1997 | 2007 | 2010 | 2014 |
| ---- | ---- | ---- | ---- | ---- | ---- | ---- |
| 107  | ↗110 | ↘41  | ↘8   | ↘7   | ↘6   | →6   |
| 2015 | 2016 | 2017 |      |      |      |      |
| →6   | →6   | →6   |      |      |      |      |

### Национальный состав
Согласно данным Всероссийской переписи населения 2021 года в деревне проживали 4 человека, все русские.

## Инфраструктура
На 1 января 2014 года в деревне было зарегистрировано: хозяйств — 3, частных жилых домов — 7
На 1 января 2015 года в деревне зарегистрировано: хозяйств — 3, жителей — 6.